# Důl Marie Anna
Důl Marie Anna byl černouhelný hlubinný důl v katastrálním území Dubí u Kladna v kladensko-rakovnické uhelné pánvi. Důl byl vybudován společností Císařské buštěhradské doly a byl provozován v letech 1848–1874.

## Historie
Výstavba dolu byla zahájena v roce 1846 v místě kutací šachtice č. 6. V prostoru mezi Dříní a Dubím byl v letech 1837–1838 proveden na dně kutací šachtice průzkumný vrt, který v hloubce 119,5 m zastihl hlavní kladenskou sloj o mocnosti 7 m. Nejdříve byly postaveny povrchové objekty (od roku 1846) a v roce 1848 bylo zahájeno hloubení jámy obdélníkového průřezu 5,9 × 1,9 m. Dne 15. října 1850 byla v hloubce 128 m nafárána uhelná sloj o mocnosti 7,1 m a jáma byla ještě prohloubena na konečnou hloubku 136,5 m. Důl byl nazván podle císařovny Marie Anny, manželky Ferdinanda I. a dcery krále Viktora Emanuela I. krále Sardinského. Těžba byla zahájena v roce 1851. Po vyhloubení jámy Prokop v Dubí v roce 1858 byl ražen překop po úpadnici k jámě Marie Anna pro zlepšení větrání a odvodnění jámy Marie Anna.
Jáma Marie Anna k těžbě a čerpání vody využívala parní stroj o výkonu 24 HP. V roce 1852 byl z dolu Jan převeden k čerpání vody další parní stroj s výkonem 12 HP. Důl byl napojen železniční vlečkou dlouhou 0,4 km na železniční vlečku dolu Prokop.
V šedesátých letech 19. století byla přenesena hlavní těžba na důl Prokop. Po ukončení těžby na dole Marie Anna v roce 1874 byly zbytkové zásoby (ohradník) dorubány z dolu Prokop. Jáma byla zasypána asi v roce 1876. Konečné zabezpečení jámy dosypáním popílkovou zakládkou a postavením uzavíracího ohlubňového povalu s kontrolními a dosypávacím otvorem bylo provedeno v roce 2002.